# Mindaugas Tamošiūnas
Mindaugas Tamošiūnas (* 1. Mai 1934 in Kaunas; † 16. September 2011 in Vilnius) war ein litauischer Posaunist, Komponist und Orchesterleiter.

## Leben und Wirken
Tamošiūnas spielte während der Schulzeit Posaune in der schuleigenen Blaskapelle, betätigte sich aber auch als Mitglied des litauischen Radsportteams. Dann war er am Polytechnischen Institut Kaunas eingeschrieben, wurde aber von der Schule verwiesen. Während seines Dienstes in der Roten Armee spielte er auch in einer Militärkapelle.
Ab 1956 spielte Tamošiūnas im Jugendorchester der Stadt Kaunas. Von 1958 bis 1963 studierte er Posaune nebenberuflich am nationalen Konservatorium der Litauischen SSR in der litauischen Hauptstadt Vilnius, das er mit Auszeichnung abschloss. Nach einer Tätigkeit als Musiklehrer war er zwischen 1960 und 1974 Vorsitzender der Methodischen Kommission der Bläserabteilung des Juozas-Gruodis-Konservatorium Kaunas und ab 1964 künstlerischer Leiter und Dirigent des Orchesters Oktava, das zunächst an der Kunstfaserfabrik Kaunas angesiedelt war. 
Von 1974 bis 1975 lehrte er am Juozas-Tallat-Kelpša-Konservatorium Vilnius. Von 1975 bis 1977 fungierte er als künstlerischer Leiter der Abteilung für traditionelle Musik der Philharmonie der Litauischen SSR. 1977 wurde er künstlerischer Leiter und Chefdirigent des Staatlichen Blasorchesters Trimitas, 1983 Künstlerischer Leiter des Ensembles für Unterhaltungsmusik des Orchesters. Ab 1986 leitete er Oktava als Konzertensemble der Philharmonie der LSSR; mit diesem Ensemble nahm er mehrere Alben auf und tourte in der Sowjetunion, aber auch in Skandinavien, Afrika, Kuba und der Mongolei. Insgesamt hat er rund 1000 Konzerte in Litauen, den Republiken der ehemaligen Sowjetunion und vielen anderen Ländern gegeben.
Tamošiūnas wurde als Komponist und Arrangeur von Orchestermusik bekannt. Er schrieb Märsche und Stücke für Blas- und Bühnenorchester, aber auch Tanz- und Unterhaltungsmusik sowie das Rock-Oratorium Ugnies zakalbėjimas („Beschwörung des Feuers“, 1972) sowie Jazzrock-Stücke, die auf der EP Mindaugo Tamošiūno Dainos (1973) veröffentlicht wurden. 1973 und 1974 erhielt er Preise für die besten Varieté-Lieder des Wettbewerbs Vilnius Towers und der Jugend-Zeitschrift Jaunimo gretos. Seine Lieder wurden immer wieder aufgeführt.
1980 wurde Tamošiūnas der Ehrentitel „verdienter Künstler“ verliehen. Seit 1996 gehörte er dem Litauischen Komponistenverband an, wo er auch als Vorsitzender der Revisionskommission wirkte.